# Buzády Zoltán
Buzády Zoltán András (Stockholm, 1971. június 8. –) közgazdász, politológus, egyetemi docens.

## Életpályája
1990–1993 között a London School of Economics and Political Sciences hallgatója volt. 1993–1994 között CASS Business School hallgatója volt. 1994–2000 között a Budapesti Corvinus Egyetem PhD illetve DLA képzésén vett részt. 1994–2000 között a Budapesti Corvinus Egyetem egyetemi adjunktusa volt. 1996 óta a Budapesti Corvinus Egyetem egyetemi oktatója. 2000–2004 között a Budapesti Corvinus Egyetem egyetemi docense és az MBA programok igazgatója volt. 2000–2015 között az MBA programok igazgatója (CUB és CEUBS) volt. 2001-ben a Budapesti Corvinus Egyetemen PhD. fokozatot szerzett. 2005–2017 között a Közép-európai Egyetem Business School egyetemi docense és az MBA programok igazgatója volt. 2017 óta a Budapesti Corvinus Egyetem egyetemi docense. 2021-ben habilitált a Budapesti Corvinus Egyetemen.

## Díjai
- Pedagógiai Innovációs díj (2018)
- Év Oktatási Műhelye díj (2022)